# Final Four della CERH Champions League 1996-1997
Le Final Four della CERH Champions League 1996-1997 di hockey su pista si sono disputate al Palau Blaugrana di Barcellona in Spagna dal 7 all'8 giugno 1997.
Vi hanno partecipato le seguenti squadre:
- 1ª classificata girone A:  Igualada
- 2ª classificata girone A:  Porto
- 1ª classificata girone B:  Liceo La Coruña
- 2ª classificata girone B:  Barcellona

I vincitori, gli spagnoli del Barcellona, all'undicesimo successo nella manifestazione, hanno ottenuto il diritto di giocare contro i vincitori della Coppa CERS 1996-1997, gli spagnoli del Oliveirense, nella Supercoppa d'Europa 1997-1998.

## Tabellone
|  | Semifinali      | Semifinali      | Semifinali |       |            | Finale             | Finale             | Finale             |  |
|  |                 |                 |            |       |            |                    |                    |                    |  |
|  | Igualada        | Igualada        | 3          |       |            |                    |                    |                    |  |
|  | Igualada        | Igualada        | 3          |       |            |                    |                    |                    |  |
|  | Barcellona      | Barcellona      | 6          |       |            |                    |                    |                    |  |
|  | Barcellona      | Barcellona      | 6          |       | Barcellona | Barcellona         | 3 (1)              |                    |  |
|  |                 |                 |            |       | Barcellona | Barcellona         | 3 (1)              |                    |  |
|  |                 |                 | Porto      | Porto | 3 (0)      |                    |                    |                    |  |
|  | Liceo La Coruña | Liceo La Coruña | Porto      | Porto | 3 (0)      | 6                  |                    |                    |  |
|  | Liceo La Coruña | Liceo La Coruña |            |       |            | 6                  |                    |                    |  |
|  | Porto           | Porto           | 8          |       |            | Finale 3º/4º posto | Finale 3º/4º posto | Finale 3º/4º posto |  |
|  | Porto           | Porto           | 8          |       |            |                    |                    |                    |  |
|  |                 |                 |            |       |            |                    |                    |                    |  |
|  |                 |                 |            |       |            | Igualada           | Igualada           | 9                  |  |
|  |                 |                 |            |       |            | Igualada           | Igualada           | 9                  |  |
|  |                 |                 |            |       |            | Liceo La Coruña    | Liceo La Coruña    | 2                  |  |

## Risultati

### Semifinali
| Barcellona 7 giugno 1997 | Igualada | 3 – 6 | Barcellona | Palau Blaugrana |

| Barcellona 7 giugno 1997 | Liceo La Coruña | 6 – 8 | Porto | Palau Blaugrana |

### Finale 3º / 4º posto
| Barcellona 8 giugno 1997 | Igualada | 9 – 2 | Liceo La Coruña | Palau Blaugrana |

### Finale 1º / 2º posto
| Barcellona 8 giugno 1997               | Barcellona     | 3 – 3 (d.t.s.) | Porto | Palau Blaugrana |
| \| \| \| \| \| \| Shootout 1 – 0 \| \| |                |                |       |                 |
|                                        |                |                |       |                 |
|                                        | Shootout 1 – 0 |                |       |                 |